# Czerwień 2G
Czerwień 2G (E128) – organiczny związek chemiczny, czerwony, spożywczy barwnik azowy. Przypuszcza się jego szkodliwość, ponieważ jest metabolizowany m.in. do aniliny, która jest znanym związkiem o właściwościach rakotwórczych i niekorzystnie wpływających na hemoglobinę. Barwnik ten jest w niektórych krajach zakazany i wycofywany z użycia w przemyśle spożywczym.

## Zastosowanie
Stosowana do barwienia wyrobów z gotowanego mięsa, kotletów mielonych i kiełbas.

## Zagrożenia
Może powodować typowe dla barwników azowych działania niepożądane oraz chroniczną pokrzywkę i obrzęk naczynioruchowy.
Czerwień 2G według niektórych źródeł może wywoływać anemię oraz być czynnikiem mutagennym. W Tabeli dodatków i składników chemicznych Billa Stathama wskazana jest jako czynnik rakotwórczy, jednak według IARC związek ten nie jest prawdopodobnym, możliwym ani potwierdzonym czynnikiem rakotwórczym dla ludzi.